# Crombez (familie)

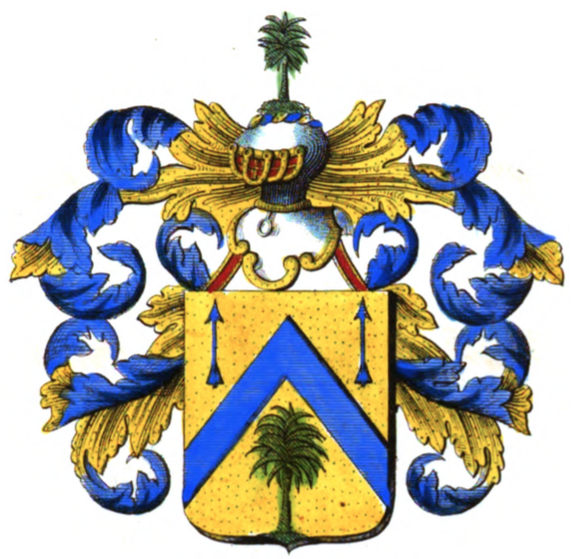
Wapen van de familie Crombez

Crombez, ook Crombez de Remond de Montmort, is een Zuid-Nederlandse adellijke familie.

## Geschiedenis
In juli 1792 verleende keizer Frans II erfelijke adel aan Jacques-Antoine Crombez, zoon van Antoine Crombez, die burgemeester was van Leuze-en-Hainaut, en aan zijn neef Georges-Benoît Crombez, zoon van Philippe Crombez, die maire was van Neufmaison.

## Benoît-Georges Crombez
- Benoît Georges Alexis Joseph Crombez (1785-1854), zoon van Jacques-Antoine Crombez (hierboven) en van Henriette Jacquelart verkreeg in 1826, onder het Verenigd Koninkrijk der Nederlanden, erkenning in de erfelijke adel. Hij trouwde in 1809 met Constance de Rasse (1790-1810) en hertrouwde in 1811 met Henriette Lefebvre (1790-1873). Uit het tweede huwelijk had hij zeven kinderen.
  - Henriette De Clercq-Crombez (1812-1878)
  - Victor Gabriel Ghislain Joseph Marie Crombez (1816-1898) trouwde in 1844 met Augustine du Rot (1825-1871) en in 1874 met Virginie Rose (1829-1907).
    - Victor Auguste Crombez (1847-1911), ambassaderaad, trouwde met Geneviève de Remond de Montmort (1854-1944).
      - Raymond Crombez de Remond de Montmort (1879-1949), Belgisch ambassaderaad. In overeenstemming met de testamentaire wensen van zijn grootvader van moederskant, de laatste markies de Montmort, kreeg hij toestemming om de naam Remond de Montmort toe te voegen aan de achternaam Crombez. Hij trouwde in 1907 met Charlotte de Froidefont du Chatenet de Florian (1887-1984). hij woonde in het kasteel van Montmort
        - Philippe Crombez de Remond de Montmort (1909-1991) trouwde met Beatrix L'Huillier (°1921). 
          - Vincent Crombez (°1946) trouwde met Isabelle Lacroix (°1956), met afstammelingen tot heden.
          - Raymond Crombez (°1951) trouwde met Gentille de Loÿe (°1955)
            - Philippe Crombez (°1997)

        - François Crombez de Remond de Montmort (1917-1997), burgemeester van Montmort-Lucy, trouwde met Hélène de Curel (°1927). 
          - Hubert Crombez (°1959)

        - Antoine Crombez de Remond de Montmort (1920-1995) trouwde met Alix d'Ussel (°1930).
          - Marie Crombez (°1955) trouwde met Michel Pacoret de Saint Bon (°1950).
          - Xavier Crombez (°1957).
          - Ghislaine Crombez (°1960) trouwde met kolonel Guillaume de Chergé (°1957)
          - Jacqueline Crombez (°1961), getrouwd met Patrick Galouzeau de Villepin (°1958), referendaris bij het Franse Rekenhof, zoon van senator Xavier Galouzeau de Villepin (1926-2014) en broer van Dominique de Villepin (°1953), eerste minister van Frankrijk (2005-2007).

  - Louis Crombez (1818-1895) trouwde met Aimée Feyerick. Ze hadden drie kinderen, maar deze familietak is uitgedoofd.
  - François Crombez (1829-1870), volksvertegenwoordiger, provincieraadslid voor Henegouwen, gemeenteraadslid in Taintignies. 
    - Henri Crombez (1856-1941), senator, volksvertegenwoordiger, burgemeester van Taintignies.
    - Henri-Benjamin Crombez (1893-1960), majoor vlieger, trouwde met Marie-Antoinette Ouverleaux (1905-1995). Familie die in mannelijke lijn is uitgedoofd in 1960.

  - Benjamin Crombez (1832-1902), burgemeester van Lombardsijde, trouwde met Gabrielle Leclercq (1846-1931). Het echtpaar had een enige zoon, Benjamin Crombez (1870-1914) met wie deze familietak uitdoofde.